# Alby-sur-Chéran
Alby-sur-Chéran – miejscowość i gmina we Francji, w regionie Owernia-Rodan-Alpy, w departamencie Górna Sabaudia.
Według danych na rok 1990 gminę zamieszkiwały 1224 osoby, a gęstość zaludnienia wynosiła 187 osób/km² (wśród 2880 gmin regionu Rodan-Alpy Alby-sur-Chéran plasuje się na 676. miejscu pod względem liczby ludności, natomiast pod względem powierzchni na miejscu 1393.).